# Бак Борис Аркадійович
Бак Борис Аркадійович (травень 1897 — 16 червня 1938) — співробітник ЧК-ОГПУ-НКВС СРСР, комісар державної безпеки 3-го рангу (1935). 1-й заступник начальника управління НКВС по Московській області.

## Ранні роки
Народився в селі Верхоли на Ленських копальнях в Іркутській губернії в сім'ї політичного засланця, який працював рахівником. Навчався в 4-класному початковому училищі Іркутська, яке закінчив у 1911. Потім закінчив Іркутське ремісниче механіко-технічне училище (1912–1916). З листопада 1916 служив рядовим у запасному батальйоні в Царицині, після закінчення курсів при Іркутській школі прапорщиків в серпні 1917 служив помічником командира взводу в 6-му саперному батальйоні в Петрограді, де вступив до більшовицької партії і брав участь у Жовтневій революції. З січня 1918 працював у відділі транспортних сполучень Центросибіру, в 1918–1919 обіймав посади уповноваженого Вищої військової ради РРФСР по Пермській залізниці, воєнкома та начальника управління артилерійського постачання 3-ї армії Східного фронту.

## ВНК-ОГПУ-НКВС
У грудні 1919 був призначений заступником голови Томської повітової (з травня 1920 — губернської) НК. У період тривалої відсутності голови НК М. Д. Бермана виконував його обов'язки. У грудні 1920 за зловживання службовим становищем отримав сувору догану і був переведений в Іркутськ — також на посаду заступника голови губернської НК. Після цього, з листопада 1921 працював на аналогічній посаді в Омську, а влітку 1922 став заступником начальника Новомиколаївського губернського відділу ГПУ. У січні 1923 очолив цей відділ, в жовтні 1923 став заступником повпреда ОГПУ по Сибірському краю. У листопаді 1927 року він був переведений в Самару на посаду начальника губернського відділу ОДПУ (з червня 1928 — повпред ОГПУ по Середньо-Волзькій області (Середньо-Волзький Край)), одночасно очолював особливий відділ Приволзького військового округу. У березні 1935 з посади начальника УНКВС Середньо-Волзького краю був переведений на посаду 1-го заступника начальника управління НКВС Московської області. У березні 1937 був направлений в Архангельськ як начальник управління НКВС Північної області. Член ЦВК СРСР в 1935–1937 роках.
12 серпня (за іншими даними на день пізніше) 1937 був заарештований. Розстріляний за вироком Військової колегії Верховного Суду СРСР 16 червня 1938 на розстрільному полігоні «Комунарка».